# Agylla apicalis
Agylla apicalis là một loài bướm đêm thuộc phân họ Arctiinae, họ Erebidae.